# Rückprallhammer

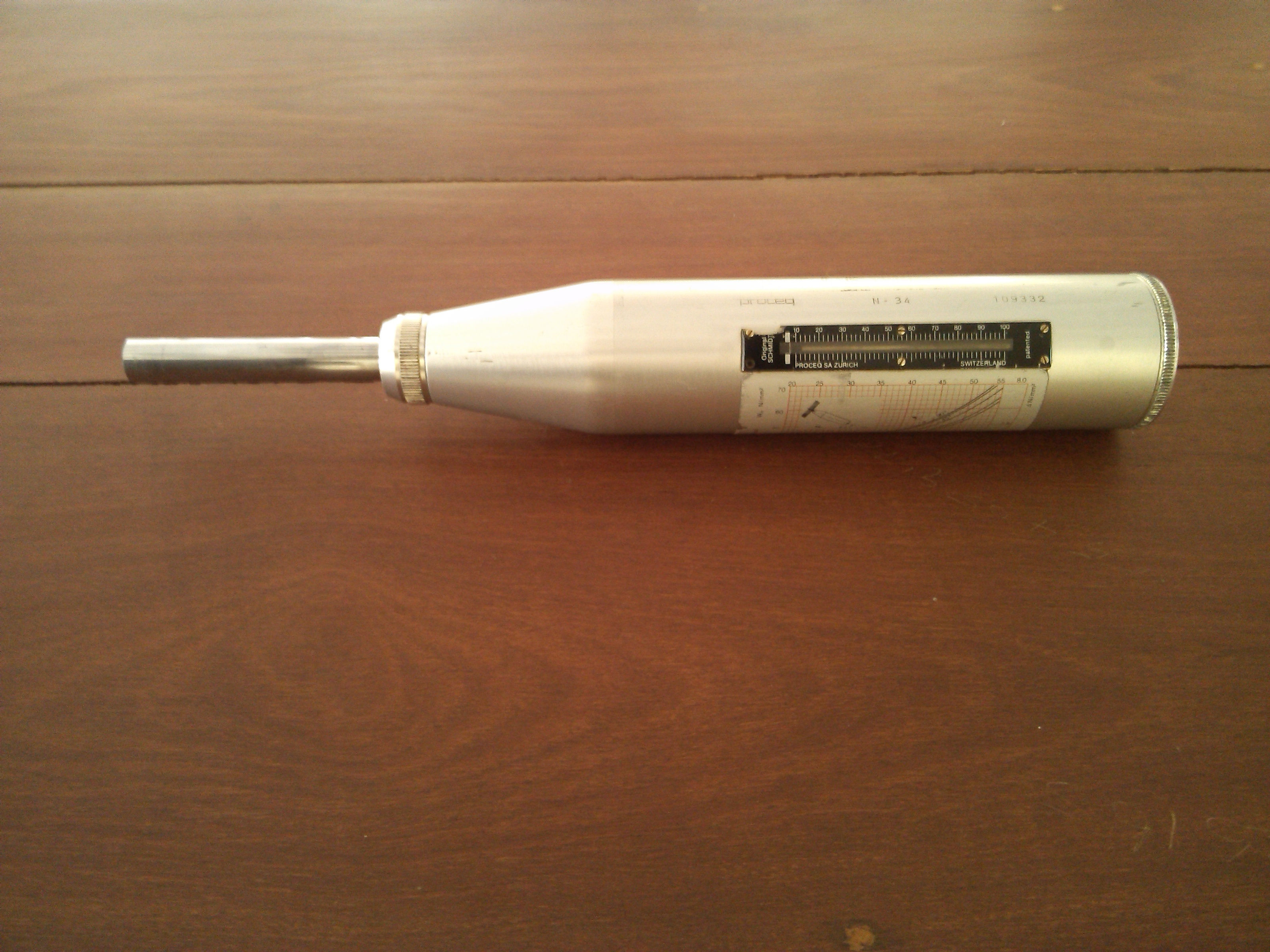
Ein Schmidt-Hammer.

Der Rückprallhammer (Schmidt-Hammer) ist ein Instrument zur zerstörungsfreien Werkstoffprüfung, mit dem durch Messung der Oberflächenhärte die Druckfestigkeit z. B. von Beton lokal beschränkt ermittelt werden kann (Ref.: DIN EN 12504-2:2012-12 ).
Die Rückprallhärteprüfung ermöglicht einen schnellen Überblick über den Zustand z. B. eines Betonbauwerkes, auch an Stellen, an denen aus statischen oder bautechnischen Gründen (z. B. Platzmangel, schwer zugängliche Stellen) keine Kernproben für eine Laboranalyse entnommen werden können.

## Anwendungsbereich
Die DIN EN 12504-2:2021-10 (D) beschreibt die Bestimmung der Rückprallzahl einer Fläche aus Festbeton mittels eines Rückprallhammers (Federhammer aus Stahl). Nach ANMERKUNG 1 zur Norm dient das Verfahren zum Nachweis der Gleichmäßigkeit von Ortbeton sowie die Darstellung von Bereichen oder Flächen geringer Güte oder für beschädigten Beton in Konstruktionen. Zwar lässt ANMERKUNG 2 die Schätzung der Festigkeit von Ortbeton über eine geeignete Korrelation zu, verweigert jedoch ausdrücklich die Verwendung der Schätzung als Kriterium für die Festigkeit (Ref.: DIN EN 12504-2:2021-10 (D) ).
DIN EN 13791:2020-02 gibt die in DIN EN 12504-2 fehlende Korrelation an und zwar im Nationalen Anhang NA, Tabelle NA.2.

## Prinzip
Wenn kinetische Energie auf einen Werkstoff einwirkt, so wird immer ein Teil dieser Energie umgewandelt, beispielsweise in Wärme im Fall von Verformung des Werkstoffes (vgl. Energieerhaltungssatz). Je härter der Werkstoff, desto weniger Energie wird von ihm aufgenommen (Verformung) und umgewandelt. Durch Messung dieser Energieumwandlung kann die Härte und über Korrelation mit Vorversuchen die Druckfestigkeit des Werkstoffes bestimmt werden. Hierbei ist zu beachten, dass je nach Elastizitätsmodul des Werkstoffes die Druckfestigkeit bei gleicher Härte variieren kann.

## Durchführung

### Prüffläche
Glatt geformte oder glatt gestrichene Oberflächen dürfen ungeschliffen geprüft werden, ansonsten sind die Oberflächen von losen, weichen Mörtel zu beseitigen und raue Oberflächen glattzuschleifen. Wasser auf der Prüffläche ist zu entfernen. Die Prüffläche muss ungefähr die Maße von 300 mm × 300 mm aufweisen. Die Prüffläche muss mindestens eine Dicke von 100 mm aufweisen. Für die Gleichmäßigkeit einer Betonfläche sind also mehrere Rückprallwerte und somit mehrere Prüfflächen nötig. Es sind mindestens neun Prüfpunkte bzw. Aufschlagpunkte notwendig, um die Rückprallzahl einer Prüffläche zu bestimmen. Die einzelnen Prüfpunkte bzw. Aufschlagpunkte müssen mindestens 25 mm voneinander entfernt sein. Hierzu ist es zweckmäßig, ein regelmäßiges Gitter mit Abständen von 25 bis 50 mm auf der Prüffläche anzubringen. Die Rückprallzahl für die Prüffläche ist der Medianwert der Reihe. Die Reihe und damit die Fläche wird verworfen, wenn mehr als 20 % der Ablesungen um mehr als 6 (Ablese-)Einheiten vom Medianwert abweichen.

### Prüfpunkt
Ein Prüfpunkt oder Aufschlagpunkt bezeichnet die jeweilig vorgenommene Messung an einer bestimmten Stelle. Der Rückprallhammer wird für jeden Prüfpunkt auf die zu prüfende Stelle rechtwinklig aufgesetzt und der Druck ist solange allmählich zu erhöhen, bis der Rückprallhammer auslöst. Der Messwert wird abgelesen und notiert. Jeder Eindruck auf der Oberfläche nach dem Aufschlag ist zu untersuchen, und wenn der Aufschlag eine oberflächennahe Pore zerstoßen oder durchbrochen hat, bleibt das Ergebnis unberücksichtigt.

### Allgemeine Beschreibung
Bei der Bestimmung eines Messwertes wird durch eine gespannte Feder im Rückprallhammer ein Gewicht beschleunigt, dessen Impuls auf einen Schlagbolzen übertragen wird, welcher mit seinem runden Ende auf dem Prüfling aufschlägt und zurückprallt. Je härter der Werkstoff, desto weiter prallt der Bolzen zurück. Die Rückprallstrecke wird auf einer Skala angezeigt und ist ein Maß für die Rückprallenergie. Aus einer dem Rückprallhammer zugeordneten Tabelle wird dann die Festigkeit abgelesen.
Die Beschaffenheit eines Werkstoffes kann jedoch aufgrund seiner internen Struktur stark variieren. So besteht z. B. Beton aus Materialien unterschiedlicher Druckfestigkeit und Körnung (Sand, Kies, Zement, Luftporen). Ein einzelner Prüfvorgang stellt demzufolge nur eine nicht repräsentative Stichprobe dar, weshalb eine Reihe von Messungen notwendig ist, aus deren Ergebnissen dann ein Mittelwert gebildet wird, um Festigkeitsschwankungen auszugleichen.
Es gibt auch Rückprallhammer, die durch elektronische Messwerterfassung die Mittlung während der Messreihe berechnen.

## Bemerkung
Die nicht mehr gültige DIN 1048 Teil 2 Stand Juni 1991 lieferte noch eine Tabelle mit Vergleichswerten von Rückprallstrecke (Medianwert) und Betonfestigkeitsklasse. 

## Referenzen
- DIN 1048 Teil 2: Prüfverfahren für Beton, Festbeton in Bauwerken und Bauteilen.
- DIN EN 12504-2:2021-10 Prüfung von Beton in Bauwerken, Teil 2: Zerstörungsfreie Prüfung Bestimmung der Rückprallzahl
- ÖNORM EN 12504-2:2001 Prüfung von Beton in Bauwerken, Teil 2: Zerstörungsfreie Prüfung Bestimmung der Rückprallzahl
- DIN EN 13791:2020-02 "Beurteilung der Festigkeit von Beton in Bauwerken oder in Bauwerksteilen"